# Chromodoris albonotata
Chromodoris albonotata is een slakkensoort uit de familie van de Chromodorididae. De wetenschappelijke naam van de soort is voor het eerst geldig gepubliceerd in 1875 door Bergh.